# Eowilsonia biglandulifera
Eowilsonia biglandulifera är en kackerlacksart som beskrevs av Roth, L. M. 1991. Eowilsonia biglandulifera ingår i släktet Eowilsonia och familjen småkackerlackor. Inga underarter finns listade i Catalogue of Life.